# Ricardo Gomes
Pour les articles homonymes, voir Ricardo et Gomes.
Ricardo Gomes Raymundo, souvent appelé Ricardo né le 13 décembre 1964 à Rio de Janeiro, est un footballeur international brésilien reconverti entraîneur.
Sur la lancée d’une carrière de défenseur remplie, il devient entraîneur du PSG en 1996, à seulement 31 ans, puis multiplie les expériences sur le banc dans son pays ou en France, pas toujours avec succès sportivement et avec un style de jeu assez restrictif, mais en laissant toujours la trace d’un homme courtois et respectueux.

## Biographie

### Défenseur intraitable (1982-1996)

#### Benfica pour une première en Europe (1988-1991)
Finaliste des Jeux olympiques 1988 à Séoul, il fait ses débuts en Europe au Benfica Lisbonne, club avec lequel il atteint la finale de la Ligue des champions en 1990. Il dispute la même année la Coupe du monde 1990 en Italie. Capitaine de l'équipe brésilienne, celle-ci est éliminée en huitième de finale par l'Argentine, future finaliste de l'épreuve.

#### Défenseur de la grande époque du PSG (1991-1995)
En 1991, Canal+ rachète le Paris SG. Désireux de monter une équipe capable de rivaliser avec l'Olympique de Marseille de Bernard Tapie, Michel Denisot souhaite recruter des joueurs de niveau international, et jette son dévolu sur trois brésiliens : Valdo, meneur de jeu de la Seleção ; Geraldao, défenseur du FC Porto et Ricardo. 
À l'instar de Valdo, Ricardo s'impose et devient l'une des pièces maitresses du Paris SG. Champion de France 1993-94, il inscrit le but du titre contre Toulouse un soir de printemps 1994.
Juste avant le Mondial, il se blesse, et laisse son Brésil devenir champion du monde sans lui aux États-Unis. Lors du stage de préparation, il veut jouer malgré une douleur à la cheville, qui finit par céder. Présélectionné pour être titulaire de la Seleção brésilienne à l'occasion de la Coupe du monde 1994, Ricardo ne fait finalement pas partie des 22.
Diminué physiquement, il rate une grande partie de la saison 1994-95. Revenu pour la demi-finale de Ligue des Champions contre le Milan AC, il passe une soirée cauchemardesque à San Siro et voit Dejan Savicevic plusieurs fois se défaire de son marquage, le Serbe inscrivant les deux buts du match retour. 
Ricardo quitte le club francilien à l'été 1995 et retrouve, tout comme Valdo, le Benfica Lisbonne. Mais lassé d'être régulièrement blessé, il raccroche les crampons à l'issue de la saison 1995-1996.

### Entraîneur strict mais courtois (depuis 1996)

#### Première réussie au PSG (1996-1998)
Sur la lancée d’une immense carrière de défenseur, Ricardo devient entraîneur du PSG, à seulement 31 ans, en 1996. Il mène, pour sa première saison en tant qu'entraîneur le Paris Saint Germain en finale de la Coupe d'Europe des vainqueurs de coupes, que le PSG perd face au FC Barcelone de Ronaldo. Longtemps en tête du championnat de Division 1, le Paris SG patine à partir du mois d'octobre 1996 et voit l'AS Monaco s'envoler vers le titre, alors qu'il avait 7 points d'avance au soir de la 12e journée. Rattrapé également par le FC Nantes, le club de la capitale finit tout de même deuxième du championnat à la dernière minute de la dernière journée, grâce à un but de Paul Le Guen. Cette deuxième place offre à Paris un tour préliminaire de Ligue des Champions. 
La deuxième saison de Ricardo à la tête du club parisien est encore plus poussive. En dépit d'un recrutement « haut de gamme » (Marco Simone, Florian Maurice, Franck Gava notamment), et d'une qualification épique en Ligue des champions contre le FC Steaua Bucarest, Paris réitère un bon début de saison avant de complètement s'écrouler l'automne venu. Éliminé dès les phases de poule en Ligue des champions, mais vainqueur de deux coupes nationales (Coupe de la Ligue et Coupe de France), Ricardo voit son contrat non renouvelé par ses dirigeants. Il finit sur une 8e place en championnat, à 18 points du RC Lens. Le bilan de Ricardo à la tête du PSG est donc plus que contrasté.

#### Multiples expériences brésiliennes (1999-2004)
Ricardo entraine par la suite des nombreux clubs brésiliens, mais devient aussi en 2002 le sélectionneur de l'équipe nationale brésilienne des moins de 21 ans. Cette expérience s'avère être un échec total, puisque le Brésil n'arrive pas à se qualifier pour les Jeux olympiques de 2004.

#### Bordeaux puis Monaco (2005-2009)

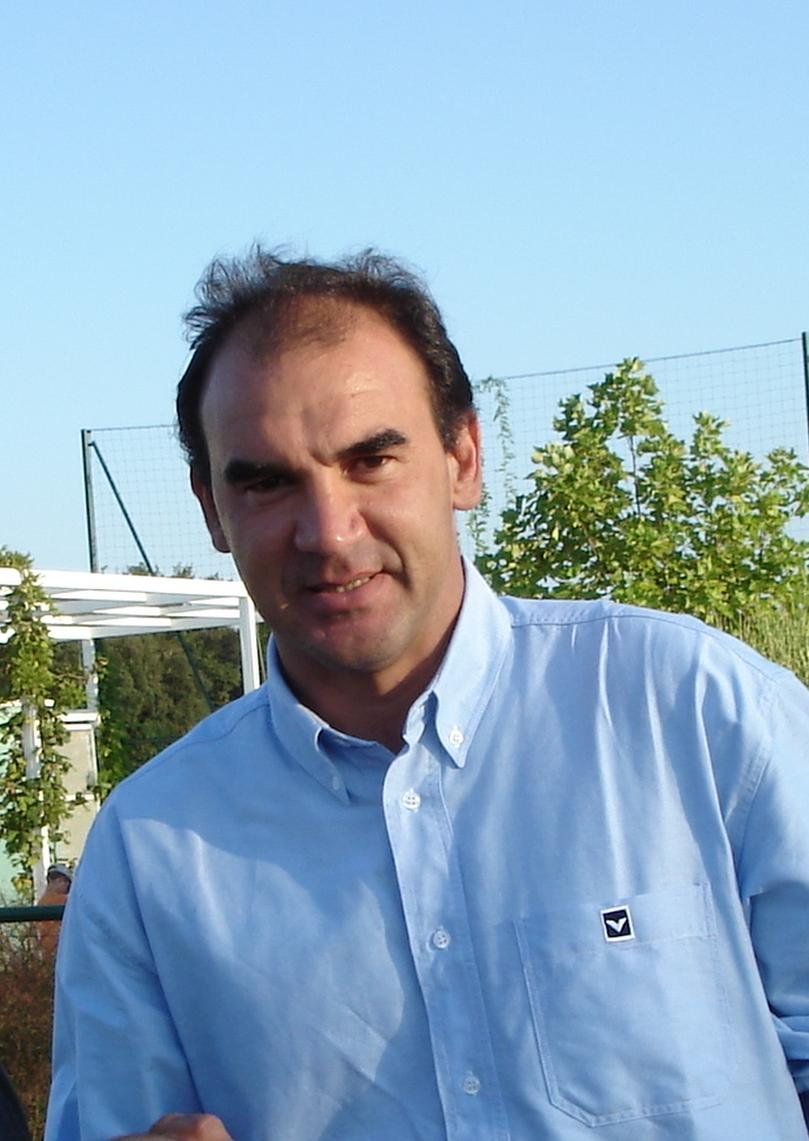
Ricardo en août 2005, alors entraîneur des Girondins de Bordeaux.

En juillet 2005, Ricardo revient en France, aux Girondins de Bordeaux, où il occupe le poste de manager général. Dès sa première saison, il parvient à hisser le club aquitain à la deuxième place du Championnat de France de football (Ligue 1), accédant ainsi à la Ligue des champions de l'UEFA. En 2007, il emmène le club jusqu'à la victoire finale en Coupe de la Ligue contre l'Olympique lyonnais (1-0).
Le 7 juin 2007, il quitte son poste et s'engage pour deux saisons avec l'AS Monaco. Avec laquelle il terminera 12e de Ligue 1 et se fera éliminer en 1/8e de Coupe de la Ligue et 16e de Coupe de France, soit le plus mauvais bilan de ces cinq dernières saisons. Après le départ de Jérôme de Bontin et l’arrivée d’Étienne Franzi au poste de président du club du Rocher, Ricardo quittera le club au terme de son contrat en juin 2009.

#### Retour au Brésil et problèmes de santé (depuis 2009)
Le 20 juin 2009, Ricardo devient le nouvel entraîneur du São Paulo FC où il s'engage pour une année. Le 21 février 2010, il est victime d’un AVC, déficit neurologique soudain dont son père est décédé à 43 ans.
Le 2 février 2011, il est nommé entraineur du club brésilien de Vasco de Gama. En juin 2011, il est contacté par la Fédération d'Arabie saoudite mais il refuse la proposition pour rester au Brésil.
Le 28 août 2011, il est victime d'un nouvel AVC à la fin d'un match entre Vasco et le Flamengo. Opéré quelques heures plus tard, il passe dix jours dans le coma et entame un très long processus de rééducation, échappant de peu à l’hémiplégie du côté droit. Fin 2012, il est nommé directeur sportif du club, en attendant de récupérer toutes ses facultés et souhaite retrouver un banc de touche.

#### De retour en France (2018-2019)
Le 5 septembre 2018, Ricardo est nommé manager général du club des Girondins de Bordeaux. Ricardo n'étant pas diplômé, c'est Éric Bedouet qui est l'entraineur,. Le 26 février 2019, les Girondins de Bordeaux annoncent son départ après six mois passé au club.

## Style de jeu
Joueur, sa classe et son humilité séduisent partenaires, dirigeants et médias.

## Palmarès

### Joueur
| Fluminense FC (1982-1988) - Champion du Brésil en 1984 - Champion de Rio en 1983, 1984 et 1985 |  | Benfica Lisbonne (1988-1991 et 1995-1996) - Champion du Portugal en 1989 et 1991 - Vice-champion du Portugal en 1990 - Vainqueur de la Coupe du Portugal en 1996 - Finaliste de la Coupe des clubs champions européens en 1990 - Finaliste de la Coupe du Portugal en 1989 |  | Paris Saint-Germain (1991-1995) - Champion de France en 1994 - Vainqueur de la Coupe de France en 1995 - Vainqueur de la Coupe de la Ligue en 1995 - Vice-champion de France en 1993 |  |  |

| Brésil A - Vainqueur des Jeux panaméricains en 1987 - Vainqueur de la Copa América en 1989 |  | Brésil olympique - Médaille d'argent aux Jeux olympiques de 1988 |  |  |

### Entraîneur
- Vainqueur de la Coupe de France en 1998 (avec le Paris Saint-Germain)
- Vainqueur de la Coupe de la Ligue en 1998 (avec le Paris Saint-Germain) et en 2007 (avec les Girondins de Bordeaux)
- Champion de Nordeste en 1999 (avec l'EC Vitória)
- Vainqueur de la Coupe du Brésil en 2011 (avec le Vasco da Gama)
- Finaliste de la Coupe des Coupes en 1997 (avec le Paris Saint-Germain)
- Finaliste de la Supercoupe de l'UEFA en 1996 (avec le Paris Saint-Germain)
- Vice-Champion de France en 1997 (avec le Paris Saint-Germain) et en 2006 (avec les Girondins de Bordeaux)

## Distinction
- Meilleur buteur de la Coupe de France en 1994-1995